# Old Santeclaus with Much Delight
«Old Santeclaus with Much Delight» (~ рус. Старый Санта-Клаус) — сказочное детское стихотворение, анонимно опубликованное в Нью-Йорке в 1821 году. Это первое стихотворение, в котором описан образ Санта-Клауса, близкий к современному (упряжка оленей, прибытие в канун Рождества). Каждое четверостишие стихотворения было проиллюстрировано, эти иллюстрации — первые художественные изображения образа Санта-Клауса. Имена автора стихотворения и иллюстратора книги неизвестны. Стихотворение о Санта-Клаусе не произвело такого эффекта, как опубликованное два года спустя знаменитое стихотворение «Визит святого Николая» Клемента Мура.

## Публикация
Стихотворение с восемью цветными литографическими иллюстрациями было опубликовано в Нью-Йорке издателем Уильямом Б. Гилли в 1821 году в виде небольшой книги в мягкой обложке под названием «Друг детей: новогодний подарок малышам от пяти до двенадцати лет» (англ. The Children's Friend: A New-Year's Present, to the Little Ones from Five to Twelve), которая продавалась за 25 центов. Согласно имеющимся оценкам, эта книга была первой, выпущенной в США с использованием техники литографии.
В 1809 году Вашингтон Ирвинг в своей сатирической книге «История Нью-Йорка» (англ. A History of New-York from the Beginning of the World to the End of the Dutch Dynasty), которую он выпустил под псевдонимом «Diedrich Knickerbocker», описал некоторые черты сказочного Санта-Клауса. Возможно, что книга Ирвинга вдохновила на создание образа Санта-Клауса и неизвестного автора стихотворения «Old Santeclaus», и, два года спустя, профессора Клемента Мура в стихотворении «Визит Святого Николая».

## Разработка образа Санта-Клауса
Стихотворение «Old Santeclaus» содержит описание некоторых элементов, характерных для современного образа Санта-Клауса: его связь с северной зимой, выезд на санях в упряжке оленей, и приход в канун Рождества, а не 6 декабря (традиционный день святого Николая).
Литографические рисунки книги «Old Santeclaus» являются самыми ранними изображениями Санта-Клауса. На них Санта-Клаус изображён одетым в красный наряд — это первое упоминание о том, что он носит этот цвет. Хотя красный цвет традиционно ассоциировался с епископской мантией, которую мог носить святой Николай, на иллюстрациях одежда Санта-Клауса не была епископской, а также не была похожа на голландскую одежду святого Николая, описанную Вашингтоном Ирвингом и Джеймсом Полдингом.
В отличие от современного Санта-Клауса, герой стихотворения «Old Santeclaus» оставлял подарки только «хорошим» детям, а непослушные дети получали от него «длинный чёрный берёзовый прут», который родители должны были использовать для наказания по «Божьему повелению».

## Текст
| Оригинал: Old SANTECLAUS with much delight His reindeer drives this frosty night, O’r chimney tops, and tracts of snow, To bring his yearly gifts to you. The steady friend of virtuous youth, The friend of duty, and of truth, Each Christmas eve he joys to come Where peace and love have made their home. Through many houses he has been, And various beds and stockings seen; Some, white as snow, and neatly mended, Others, that seemed for pigs intended. To some I gave a pretty doll, To sum a peg-top, or a ball; No crackers, cannons, squibs, or rockets, To blow their eyes up, or their pockets. Where e’re I found good girls or boys, That hated quarrels, strife and noise, I left an apple, or a tart, Or wooden gun, or painted cart; No drums to stun their Mother’s ear, Nor swords to make their sisters fear; But pretty books to store their mind With knowledge of each various kind. But where I found the children naughty, In manners crude, in temper haughty, Thankless to parents, liars, swearers, Boxers, or cheats, or base tale-bearers, I left a long, black, birchen rod, Such as the dread command of GOD Directs a Parent’s hand to use When virtue’s path his sons refuse. | В русском переводе (подстрочник): Старый Санта-Клаус с большим восторгом Едет на оленях в эту морозную ночь По снежным трассам и верхушкам дымоходов, Чтобы принести тебе свои подарки. Постоянный друг послушных ребят, Друг долга и правды, Каждый сочельник он рад прийти В дом, созданный миром и любовью. Он бывал во многих домах, И видел разные кровати и чулки для подарков: Некоторые — аккуратные и чистые, как снег, И другие, кажется, предназначенные для свиней. Некоторым я подарил красивую куклу, Другим - волчок или мяч; Но не хлопушки, петарды, пушки, ракеты, Которые могут повредить глаза или карманы. Там, где я нашёл хороших девочек или мальчиков, Которые ненавидят ссоры, склоки и скандалы, Я оставил яблоко или пирог, Или деревянное ружьё, или раскрашенную тележку; Но не барабаны, которые могут оглушить мать, И не мечи, чтобы пугать ими сестёр; Зато я оставил умные книги С рассказами о самых разных вещах. А там, где я нашёл непослушных детей С грубыми манерами, надменных, Неблагодарных, лгунов, злословов, Драчунов, обманщиков и ябедников, Я оставил длинный чёрный берёзовый прут, Тот, что по Божьему повелению Использует родитель, Когда его сыновья сворачивают с пути добродетели. |

## Галерея

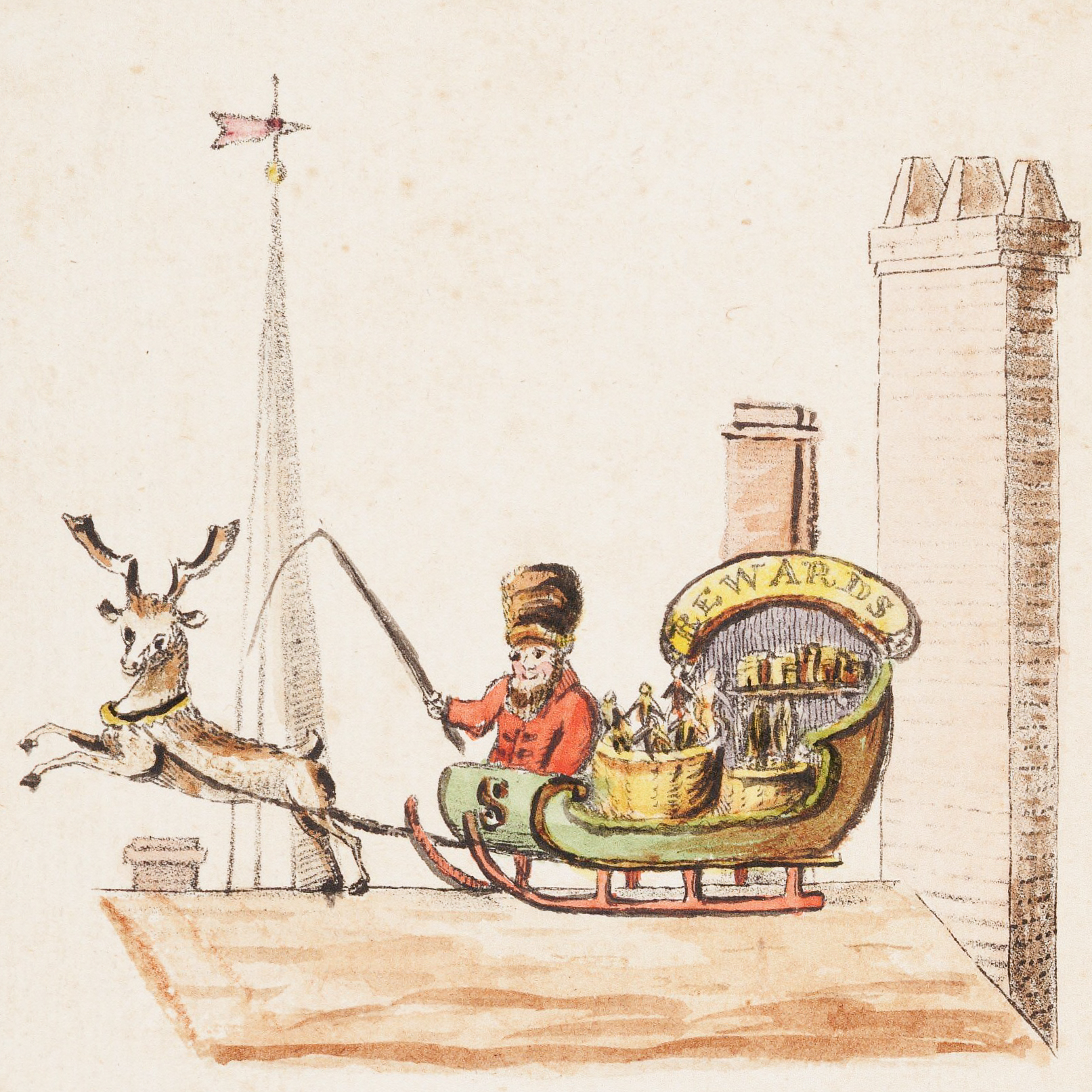
Иллюстрация к четверостишию 1
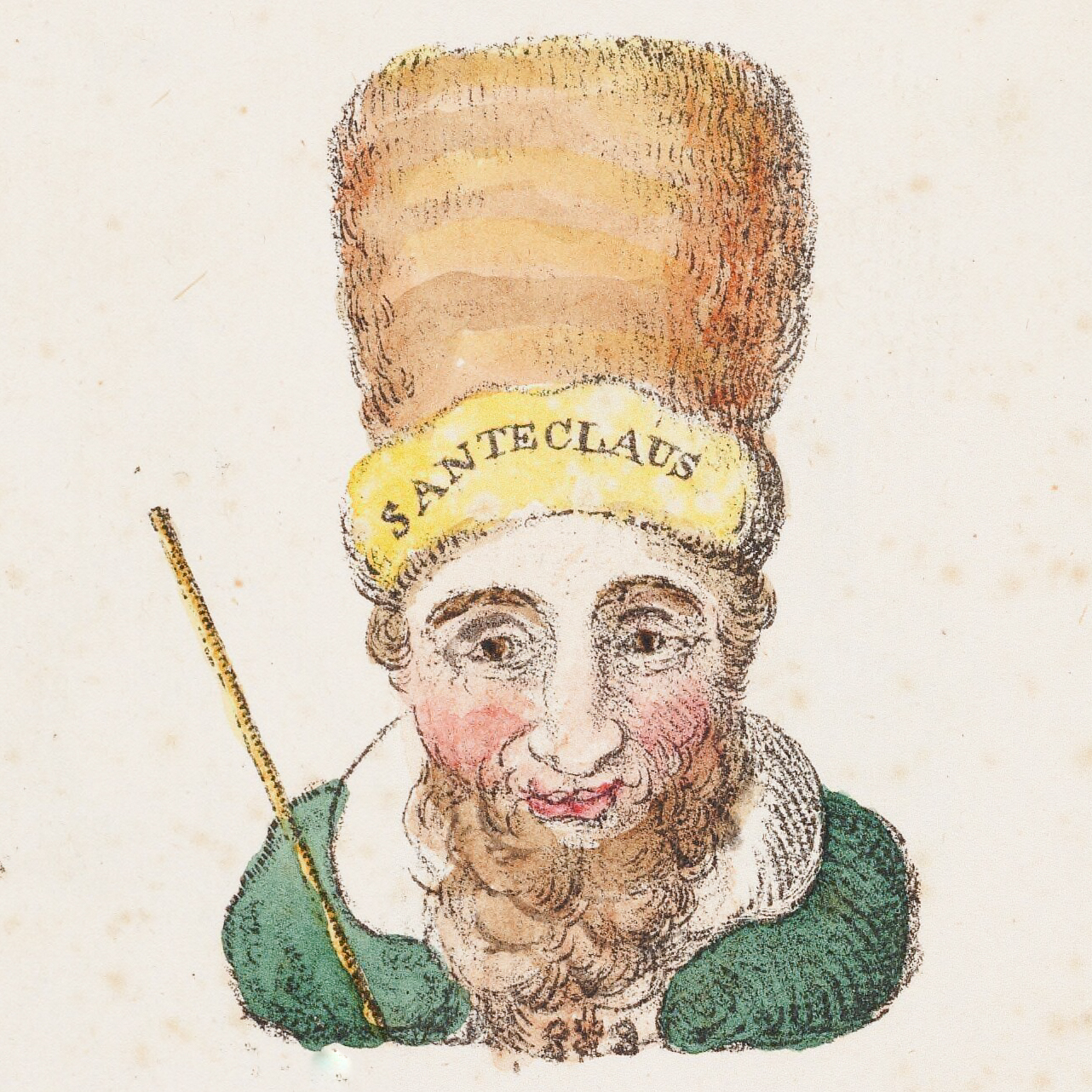
Иллюстрация к четверостишию 2
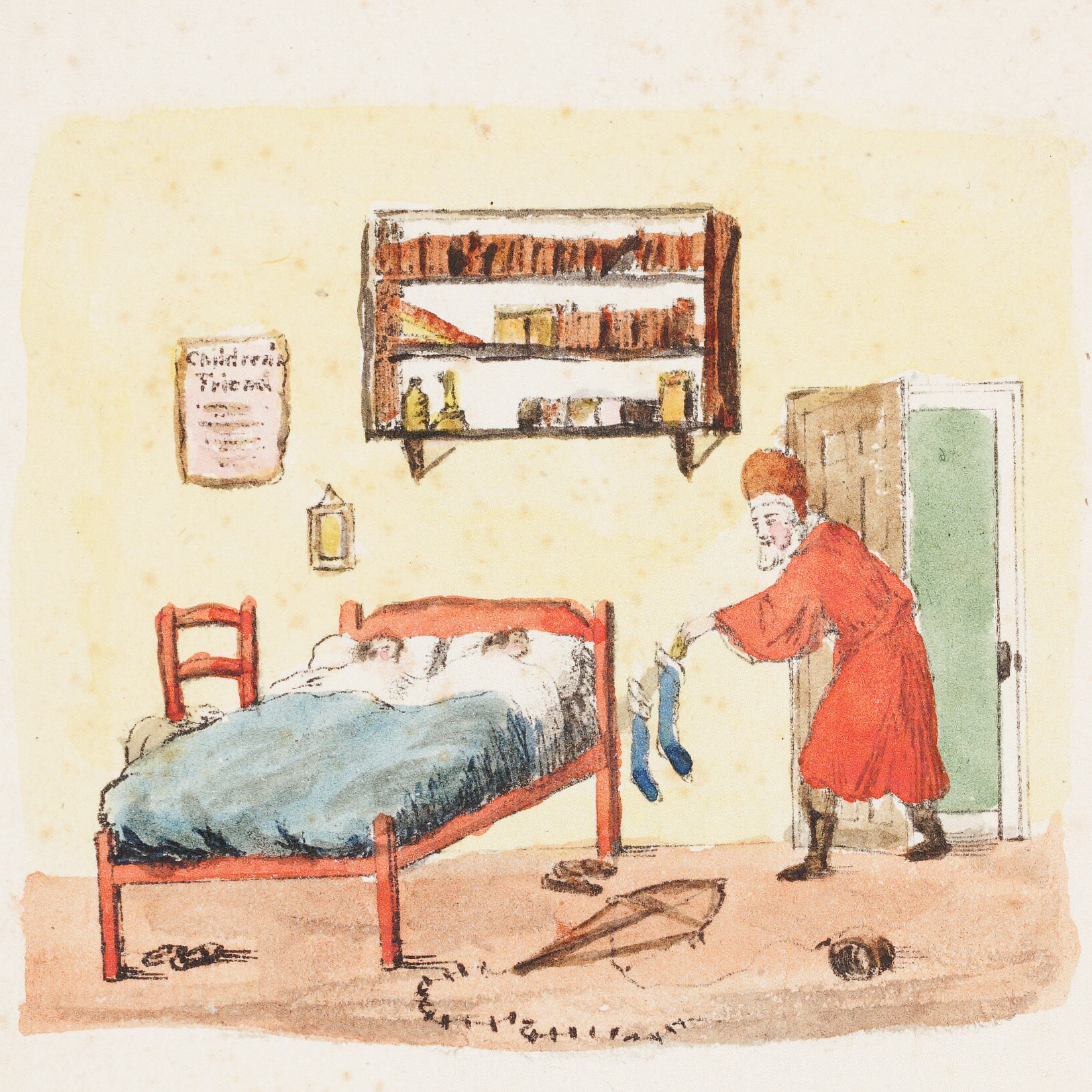
Иллюстрация к четверостишию 3
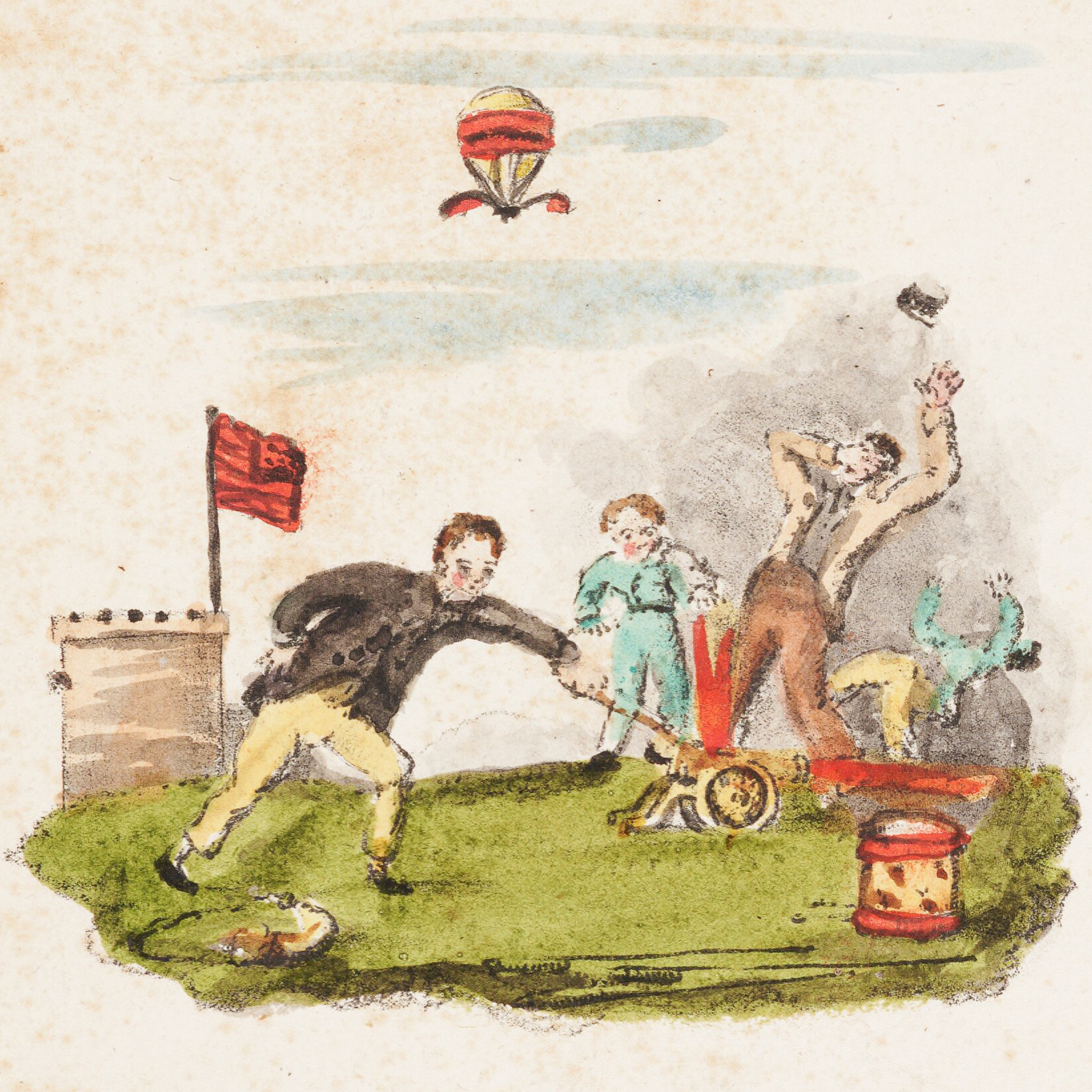
Иллюстрация к четверостишию 4
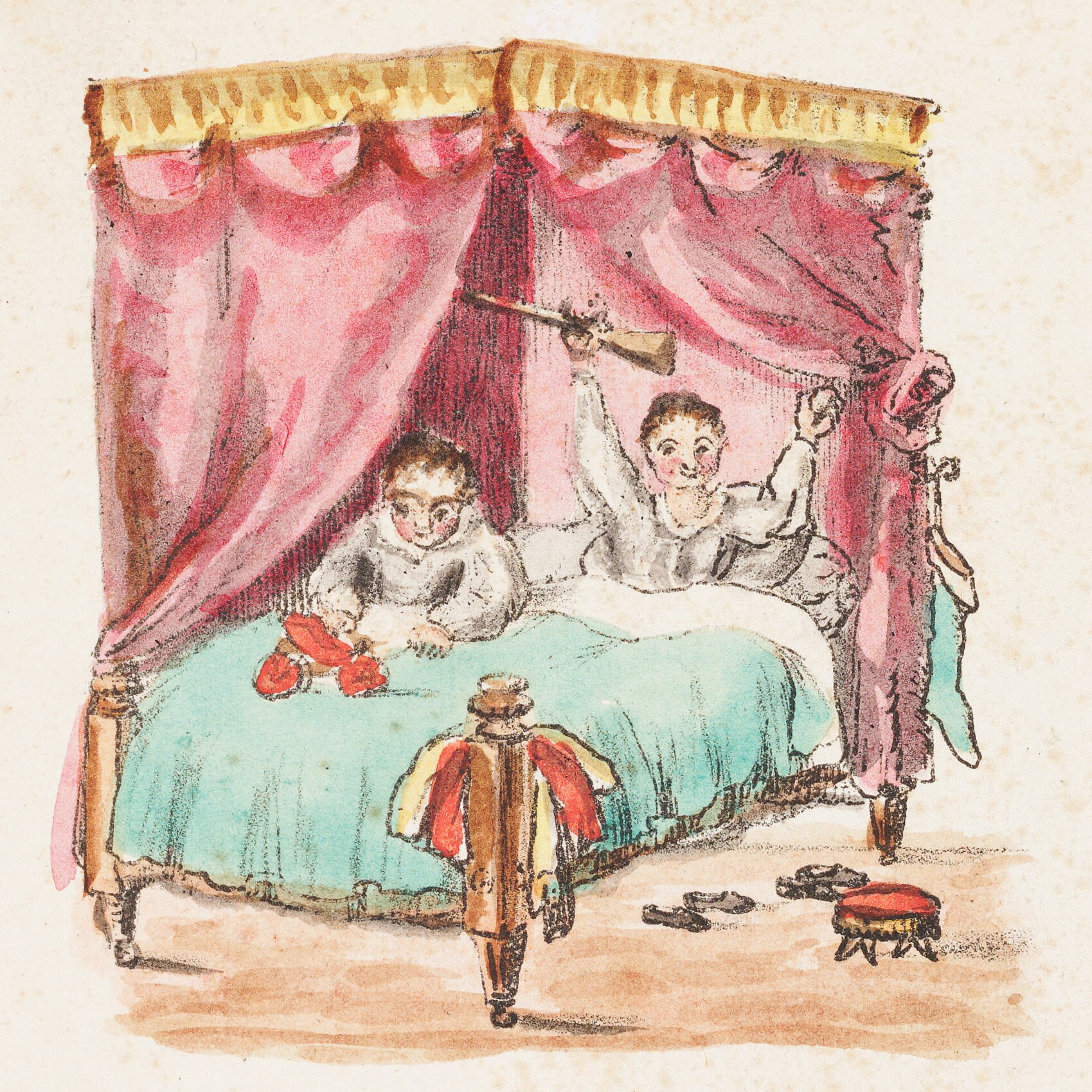
Иллюстрация к четверостишию 5
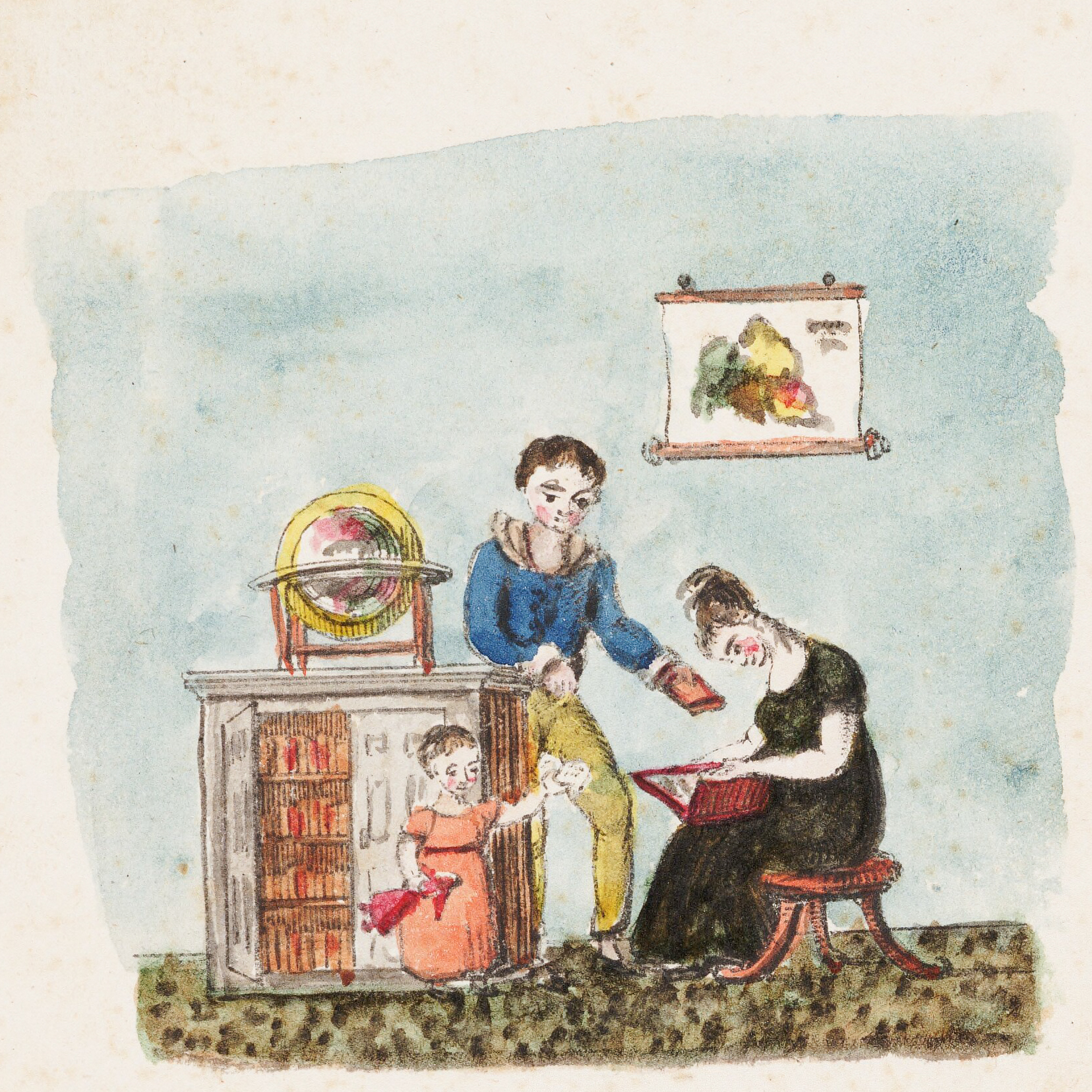
Иллюстрация к четверостишию 6
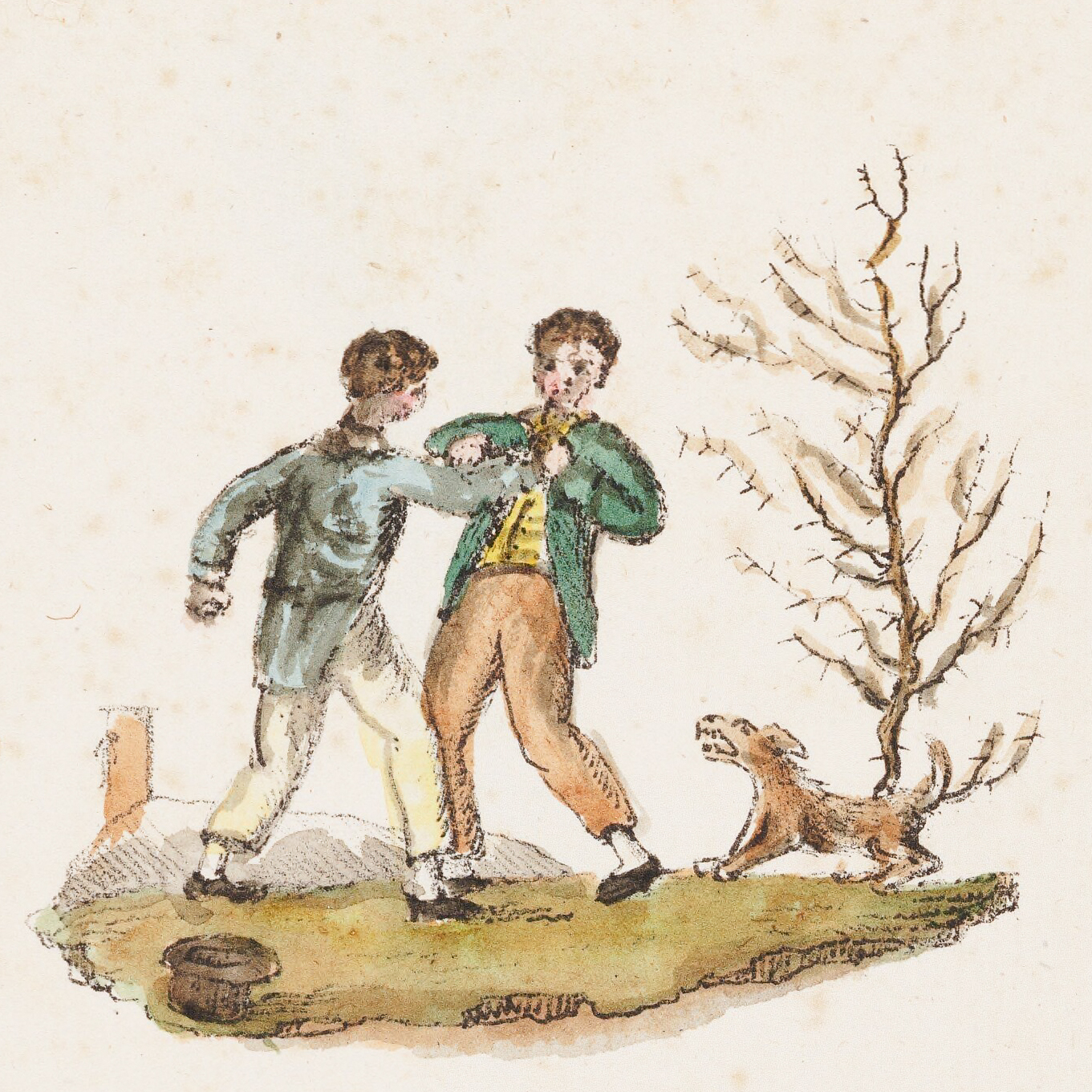
Иллюстрация к четверостишию 7
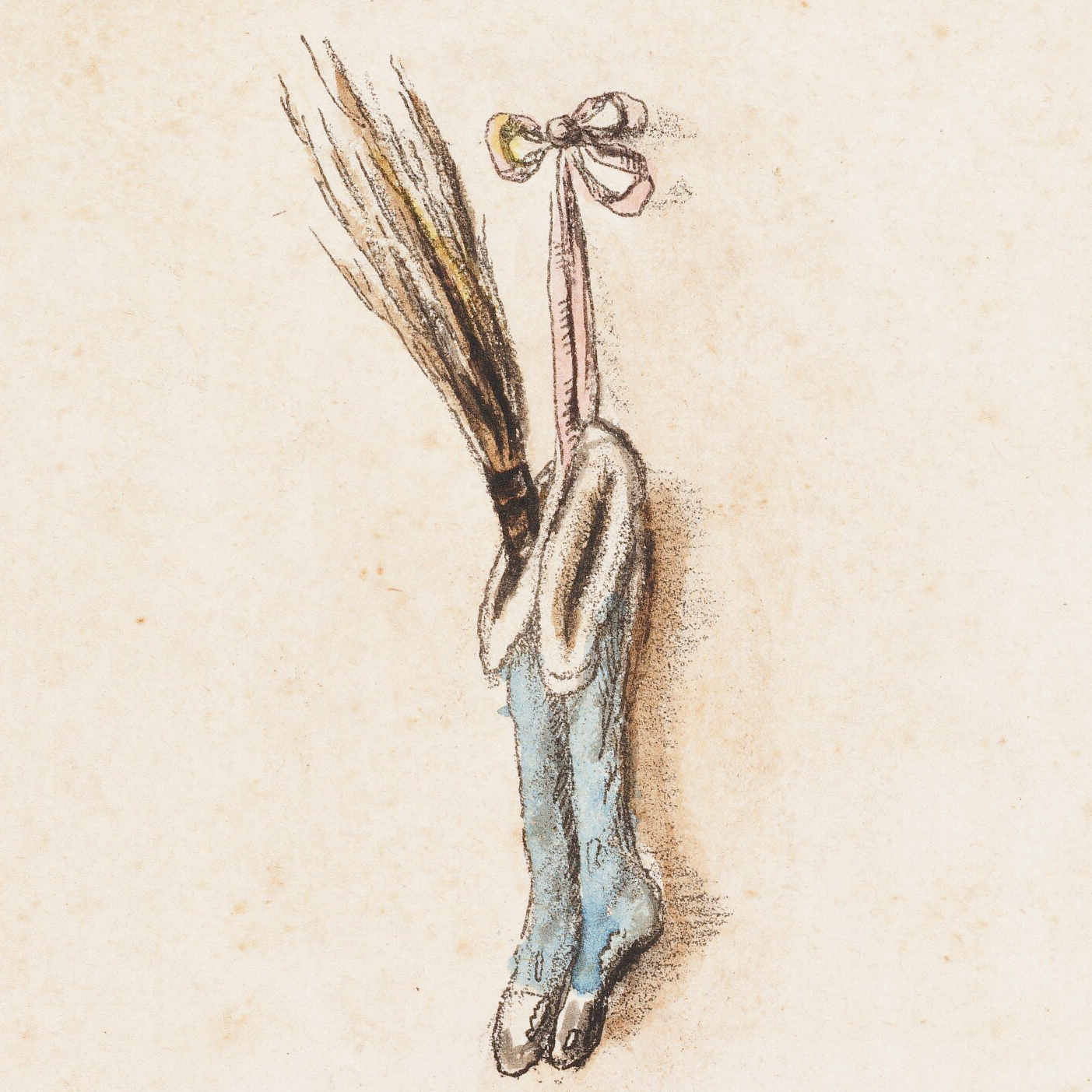
Иллюстрация к четверостишию 8